# Râul Bostan
Râul Bostan este un curs de apă, afluent al râului Zemeș. 